# Der Diamant des Geisterkönigs
Der Diamant des Geisterkönigs (en français, Le Diamant du roi fantôme) est une pièce de Ferdinand Raimund.

## Argument
Lorsque le magicien Zephises est frappé par la foudre et revient sous forme d'esprit auprès de Longimanus, il n'a laissé aucun testament à son fils Eduard. Pour obtenir les trésors du père, il doit se rendre au palais de Longimanus, ce qui est rendu difficile par certains épreuves. Eduard doit donc d'abord gravir une montagne et rompre une branche de l'arbre chantant au sommet. Pamphilius explique comment cete épreuve a vu le jour :
« Pour que le prince des esprits ne soit plus autant dérangé, il a déclaré qu'à partir de ce moment, aucun mortel ne devrait être autorisé à s'approcher de son palais jusqu'à ce qu'il ait escaladé cette montagne et, sans se retourner, a rompu une branche de l'arbre chantant. »
Eduard découvre une pièce mystérieuse dans laquelle les trésors étaient cachés. Seul le trésor le plus précieux, une statue en diamants de couleur rose, manque et doit être demandé à Longimanus. Le petit génie Kolibri promet de l'emmener avec quelqu'un. Eduard fait appel à son majordome Florian.
Florian dit au revoir à son épouse Mariandl, Kolibri les prend et les emmène à la montagne magique. Le gardien Colophonius attend pour transformer en animal tous ceux qui se retournent en grimpant. Quatre nymphes veulent tenter Edward, un arbre en feu lui fait peur, deux Grecs le déjouent, mais il atteint l'arbre chantant. Seul Florian, qui résiste à quatre bonnes de cuisine, esquive deux soldats et jette un serveur, est tenté de se retourner par une figure trompeuse de Mariandl et transformé en caniche.
Lorsque les deux atteignent le palais royal, Longimanus annule le sort de Florian à la demande d'Eduard. Il lui promet la statue à une condition : Eduard doit lui amener une fille de 18 ans qui n'a jamais menti. Pour preuve, Florian sera à l'aise en sa présence, mais si elle a déjà menti, il se pliera de douleur. Eduard trouve l'honnête Amine dans le « Pays de la vérité et des coutumes strictes », où se trouvent les plus grands menteurs, et en tombe amoureux. Quand il retourne au palais et supplie l'esprit de son père de l'aider, il n'a qu'une réponse simple : « Je suis ton père Zephises et je n'ai rien d'autre à te dire que ça ! »
Lorsque Longimanus prend Amine pour en faire son épouse, Eduard veut l'empêcher, mais est menacé par des monstres et expulsé du palais - avec l'indication que la statue de diamant est déjà dans sa trésorerie. Eduard veut se passer de tous les trésors du monde s'il n'a qu'Amine, mais dans la chambre Amine s'avère être son trésor le plus précieux, car Longimanus lui dit : « Je ne t'ai mis à l'épreuve que pour savoir si tu préférais l'argent à elle. Voilà, tu l'as maintenant. Une femme comme elle sera le plus beau diamant que je puisse t'offrir. »

## Histoire
À l'époque de Raimund, le répertoire des trois grands théâtre viennois (Théâtre de Leopoldstadt, Theater in der Josefstadt et Theater an der Wien) se compose principalement de pièces fantaisistes et de contes de fées. Au début, Raimund suit cette tradition, car l'intervention et la lutte des bons et des mauvais esprits, la personnification des vertus et des vices, sont acceptées sans réserve comme des abréviations dramatiques par le public.
L'intrigue est inspirée de l'Histoire du prince Seyn el-Asnâm, ainsi que sur l'Histoire des deux sœurs qui envient sa plus jeune sœur [8], les deux histoires des Mille et Une Nuits. Carlo Gozzi avait déjà travaillé sur la première histoire avant Raimund, un opéra-comique est présenté au Theater in der Josefstadt en 1826. Dans une autobiographie soi-disant écrite par Raimund en 1836, il écrit qu'il cherchait de nouveaux sujets dans les Mille et Une Nuits (dans une traduction d'Albert Ludewig Grimm en 1824) et fait la connaissance du travail de Gozzi beaucoup plus tard.
La première histoire raconte que le père du prince Seyn el-Asnâm, le roi de Bassora, est mort et, dans un rêve, a ordonné au fils de trouver une grotte de marbre avec huit statues. Là, il reçoit l'ordre de chercher une épouse parfaite pour le Dschann (roi fantôme). Le prince reçoit un miroir qui ne reste clair que lorsque la virginité d'une fille a été prouvée. Malgré son amour pour la belle femme enfin retrouvée, qui l'aime aussi, il la donne au Dschann le cœur lourd. Mais il est récompensé par le fait qu'il la reçoit en remerciement pour sa fidélité.
Raimund n'a pratiquement rien changé au récit, mis à part quelques détails dramatiques, la relocalisation de l'intrigue de l'oriental à Vienne et l'insertion du bon serviteur Florian Waschblau (à la place du miroir magique) avec sa fidèle Mariandl. Par prudence envers la censure stricte et omniprésente, il change la virginité originale de la jeune fille contre la condition qu'elle n'ait jamais menti, comme cela est également dit dans la traduction de Grimm. Le "Pays de la vérité et des coutumes strictes" est incontestablement une allusion à Metternich et Sedlnitzky, à la pression de la censure et à l'hypocrisie. Comme dans Der Barometermacher auf der Zauberinsel,  le souverain est décrit comme une parodie endormie et de bonne humeur de l'empereur autrichien François.
Lors de la cinquième représentation le 21 décembre 1824, Ferdinand Raimund joue le rôle de Florian Waschblau, Friedrich Josef Korntheuer Longimanus, Therese Krones Mariandl, Katharina Ennöckl l'Espoir. La pièce est jouée 21 fois en un mois et demi à guichets fermés. Le 27 novembre 1830, Raimund la choisit pour une présentation à son profit.
Hans Christian Andersen l'adapte pour la scène danoise sous le titre Mere end Perler og Guld (Plus que des perles et de l'or). L'œuvre est créée le 3 octobre 1849.

## Source de la traduction
- (de) Cet article est partiellement ou en totalité issu de l’article de Wikipédia en allemand intitulé « Der Diamant des Geisterkönigs » (voir la liste des auteurs).